# Megapenthes misellus
Megapenthes misellus là một loài bọ cánh cứng trong họ Elateridae. Loài này được Schwarz miêu tả khoa học năm 1907.